# Monika Smolková

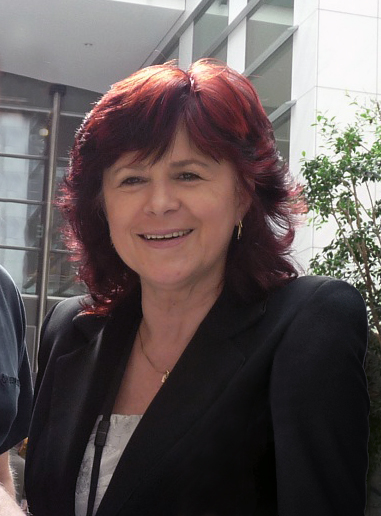
Monika Smolková

Monika Smolková (* 6. Oktober 1956 in Janovík) ist eine slowakische Politikerin der SMER – sociálna demokracia.

## Leben
Smolková war Parlamentsabgeordnete im Nationalrat der Slowakischen Republik und Bürgermeisterin des Stadtbezirks Košice - Dargovských hrdinov. Seit 2009 ist Smolková Abgeordnete im Europäischen Parlament.